# Stopplaats Baardwijksche Steeg
Stopplaats Baardwijksche Steeg (telegrafische code: bw) is een voormalige stopplaats aan de Langstraatspoorlijn. De stopplaats werd geopend op 1 juni 1888 en gesloten op 15 mei 1930. De stopplaats lag ten zuiden van Baardwijk, waarvan het door de Binnenpolder door werd gescheiden. Het lag aan de doorgaande weg richting het huidige nationaal Park De Loonse en Drunense Duinen.